# Rosewood (Ohio)
Rosewood é um lugar designado pelo censo localizado no condado de Champaign no estado estadounidense de Ohio. No Censo de 2010 tinha uma população de 257 habitantes e uma densidade populacional de 73,29 pessoas por km².

## Geografia
Rosewood encontra-se localizado nas coordenadas 40° 13′ 03″ N, 83° 57′ 48″ O. Segundo a Departamento do Censo dos Estados Unidos, Rosewood tem uma superfície total de 3.51 km², da qual 3.51 km² correspondem a terra firme e (0%) 0 km² é água.

## Demografia
Segundo o censo de 2010, tinha 257 pessoas residindo em Rosewood. A densidade populacional era de 73,29 hab./km². Dos 257 habitantes, Rosewood estava composto pelo 97.67% brancos, o 0% eram afroamericanos, o 0% eram amerindios, o 0% eram asiáticos, o 0% eram insulares do Pacífico, o 0% eram de outras raças e o 2.33% pertenciam a duas ou mais raças. Do total da população o 2.33% eram hispanos ou latinos de qualquer raça.